# Нижегородский метромост
Нижегоро́дский метромо́ст — совмещённый мостовой переход через Оку в Нижнем Новгороде.
Соединяет верхнюю (нагорную) часть города с нижней (заречной). Расположен между Молитовским и Канавинским мостами в створе улиц Вокзальной и Черниговской.
В верхнем ярусе моста находится автодорога с двумя полосами в обоих направлениях, в нижнем проложены пути для поездов Нижегородского метро перегона «Московская» — «Горьковская».
Ввод в эксплуатацию в полном объёме осуществлён 4 ноября 2012 года, одновременно с открытием перегона «Московская» — «Горьковская». План развития нижегородского метрополитена предусматривает также строительство второго метромоста в районе Новинок.

## Технические характеристики
- Длина:
  - метропроезд — 1234 м[3],
  - автопроезд — 1344 м[3].
  - общая длина мостового перехода (с подходами) составляет 6170 метров, в том числе русловая часть 884 метра, с максимальным пролётом 144,5 метра.
- Ширина — 18 м[1]
- Полос движения — 4[1]
- Стоимость строительства — 14 млрд рублей[4].

## История строительства
Проект моста был разработан в 1987 году совместно с проектом станции метро «Горьковская». В первоначальном проекте по мосту не предусматривалось движение автотранспорта.
Строительство моста началось в 1992 году и шло с большими перерывами, обусловленными перебоями в финансировании.
В 1995 году строительство приостановлено из-за отсутствия финансирования. С осени 2000 года по конец 2002 года велось строительство опор русловой части моста. После отмены с 1 января 2003 года дорожного налога строительство снова замедлилось.
После назначения на пост губернатора В. П. Шанцева высказывались предложения о разработке нового проекта моста, но было принято решение вести строительство по существующему проекту.
К 2006 году были возведены опоры русловой части моста и за несколько лет построен только один пролёт. В 2006 году работы ускорились — за год было построено два стальных пролёта метромоста.
В 2007 году на продолжение строительства метромоста из различных бюджетов выделено 802,5 млн рублей. В 2008 году на строительство планировалось выделить 6,9 млрд, в 2009 году — 2,362 млрд рублей.

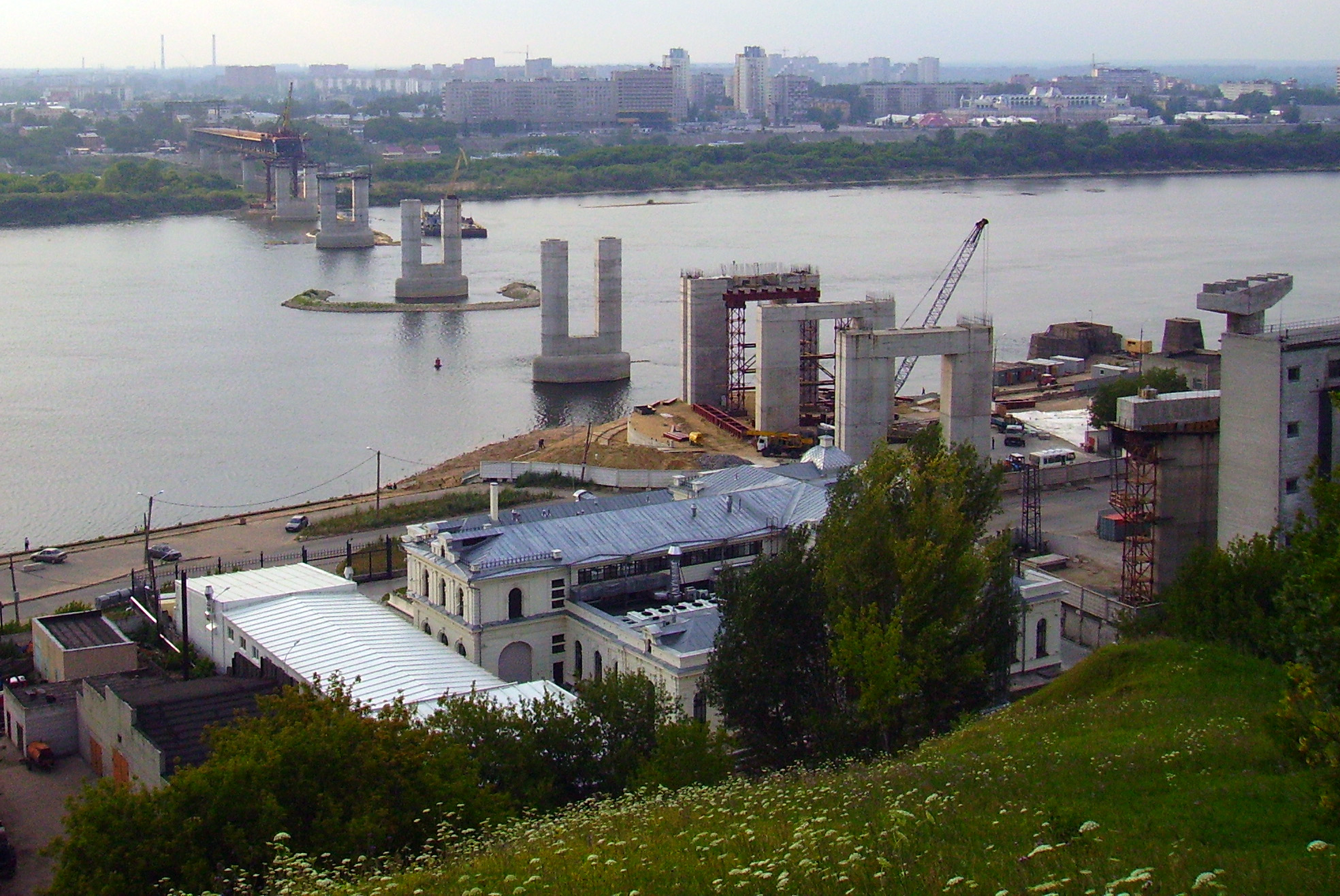
Июль 2007
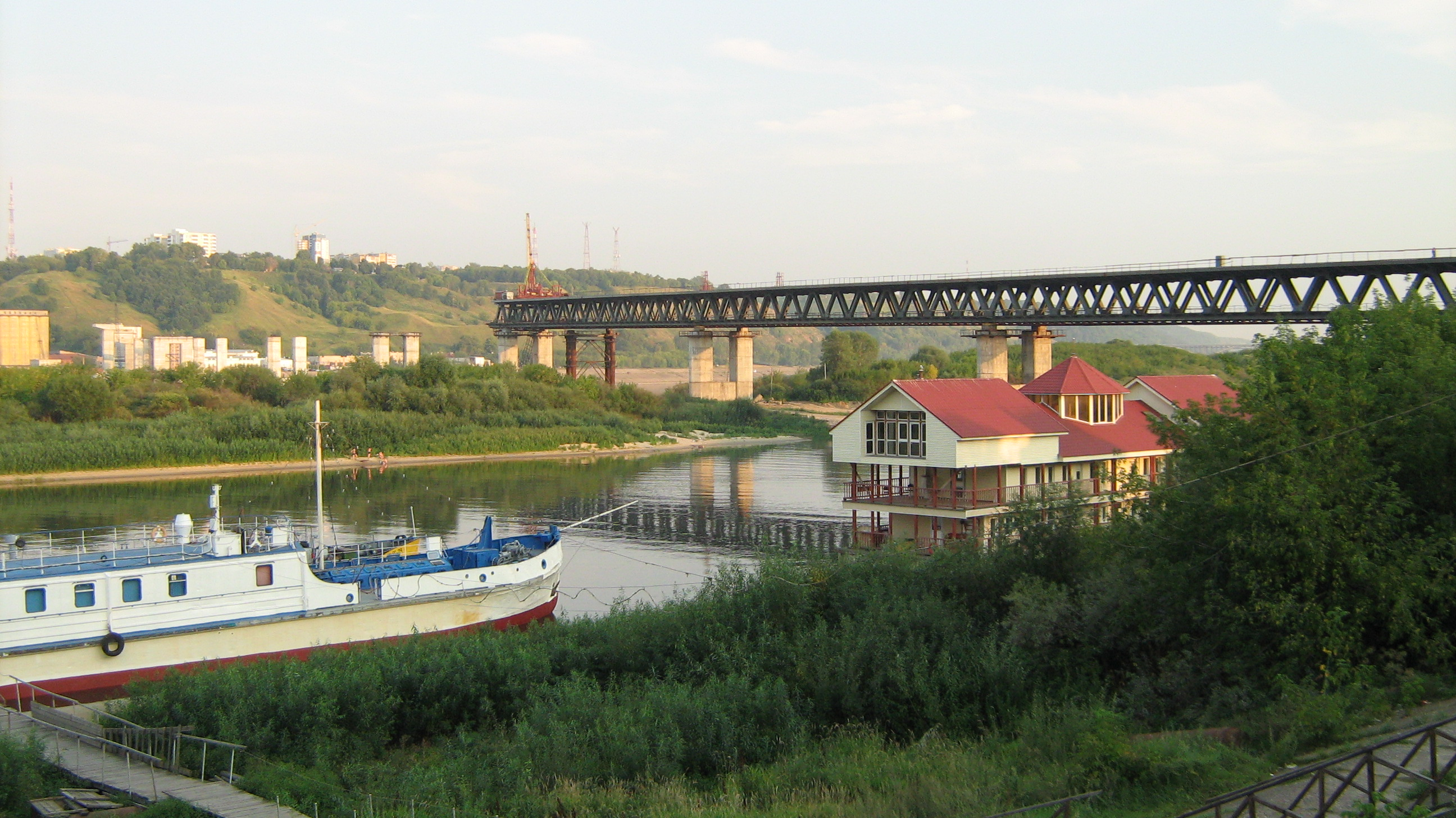
Август 2007
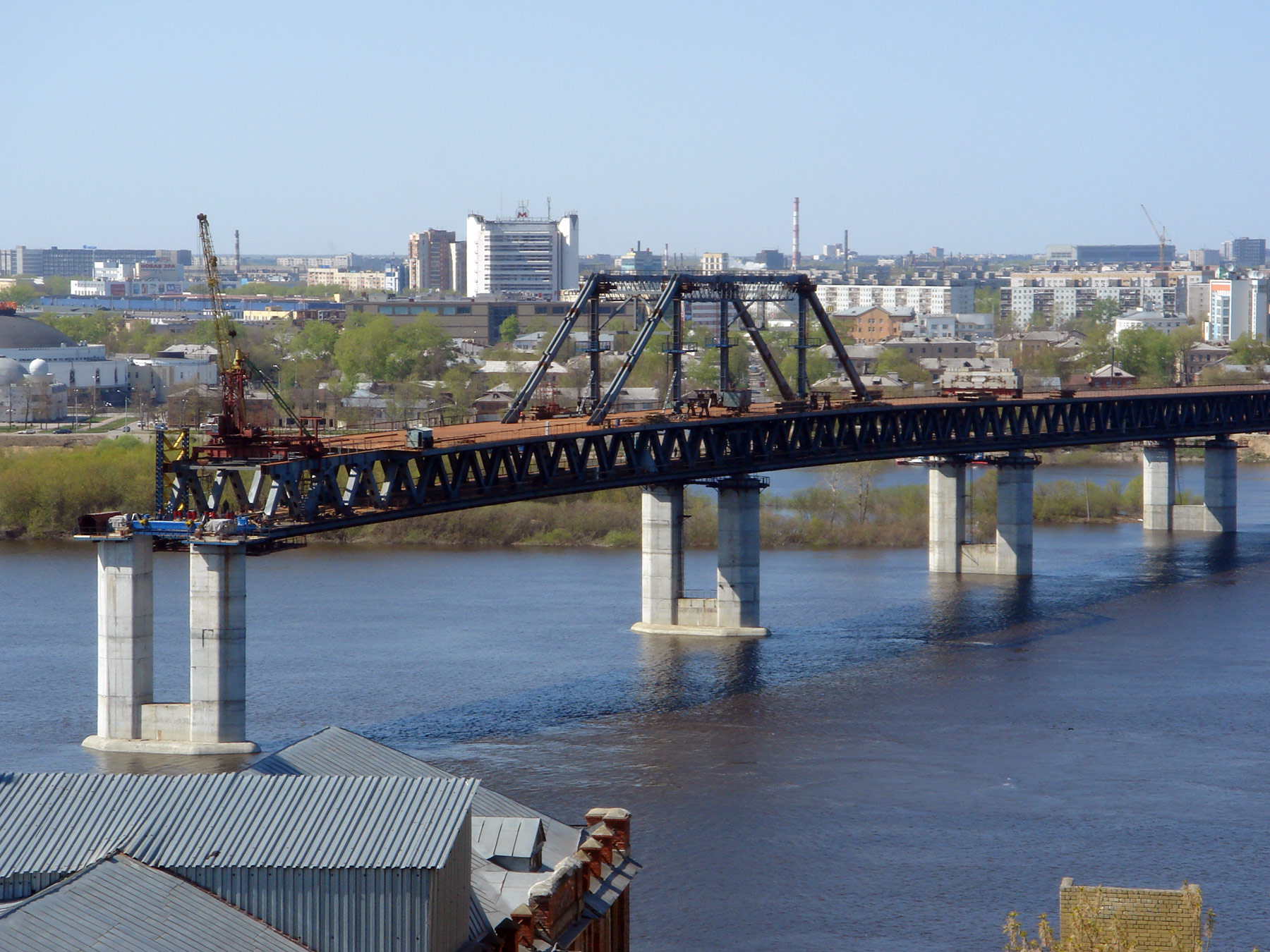
Апрель 2008
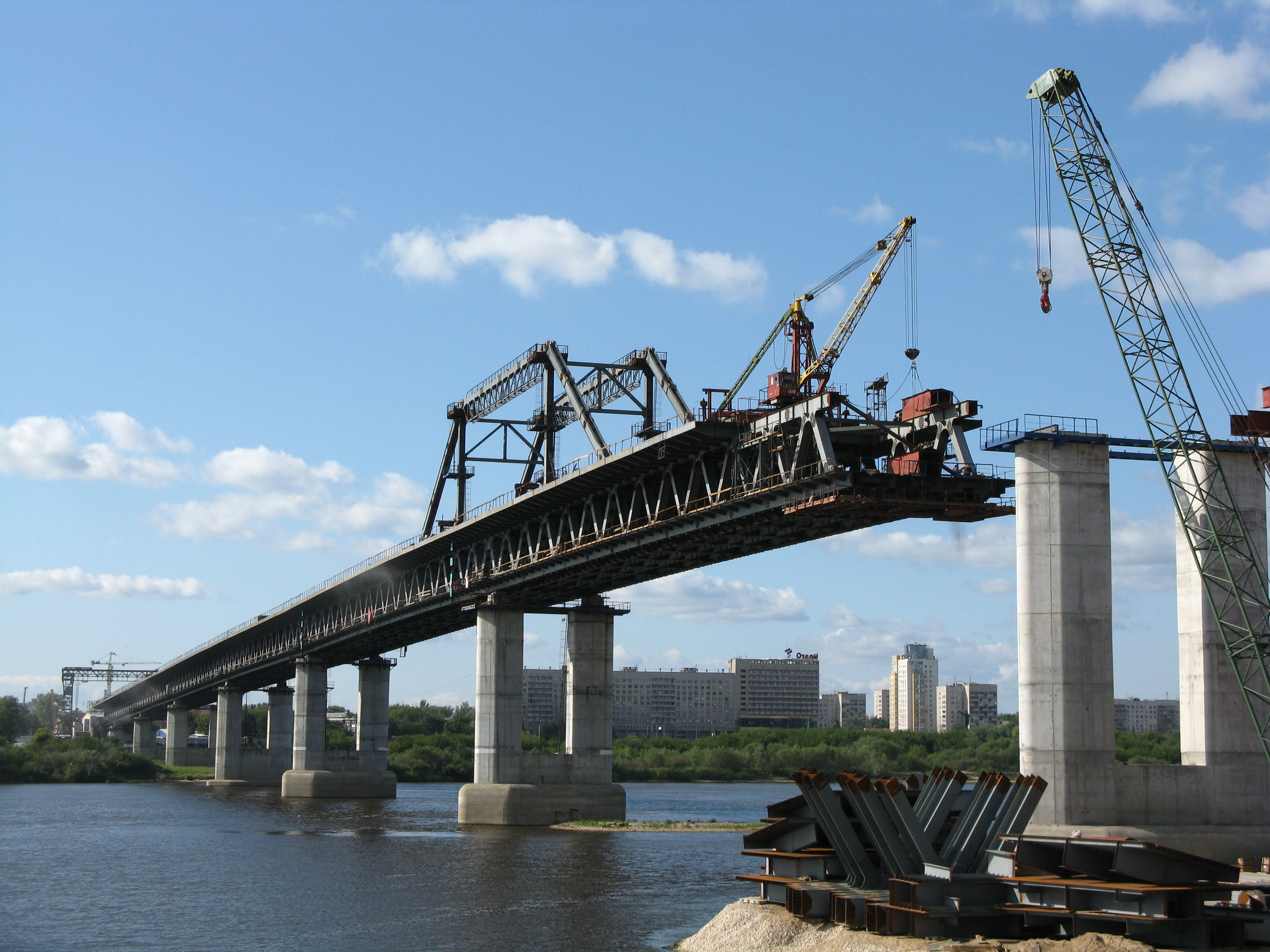
Август 2008
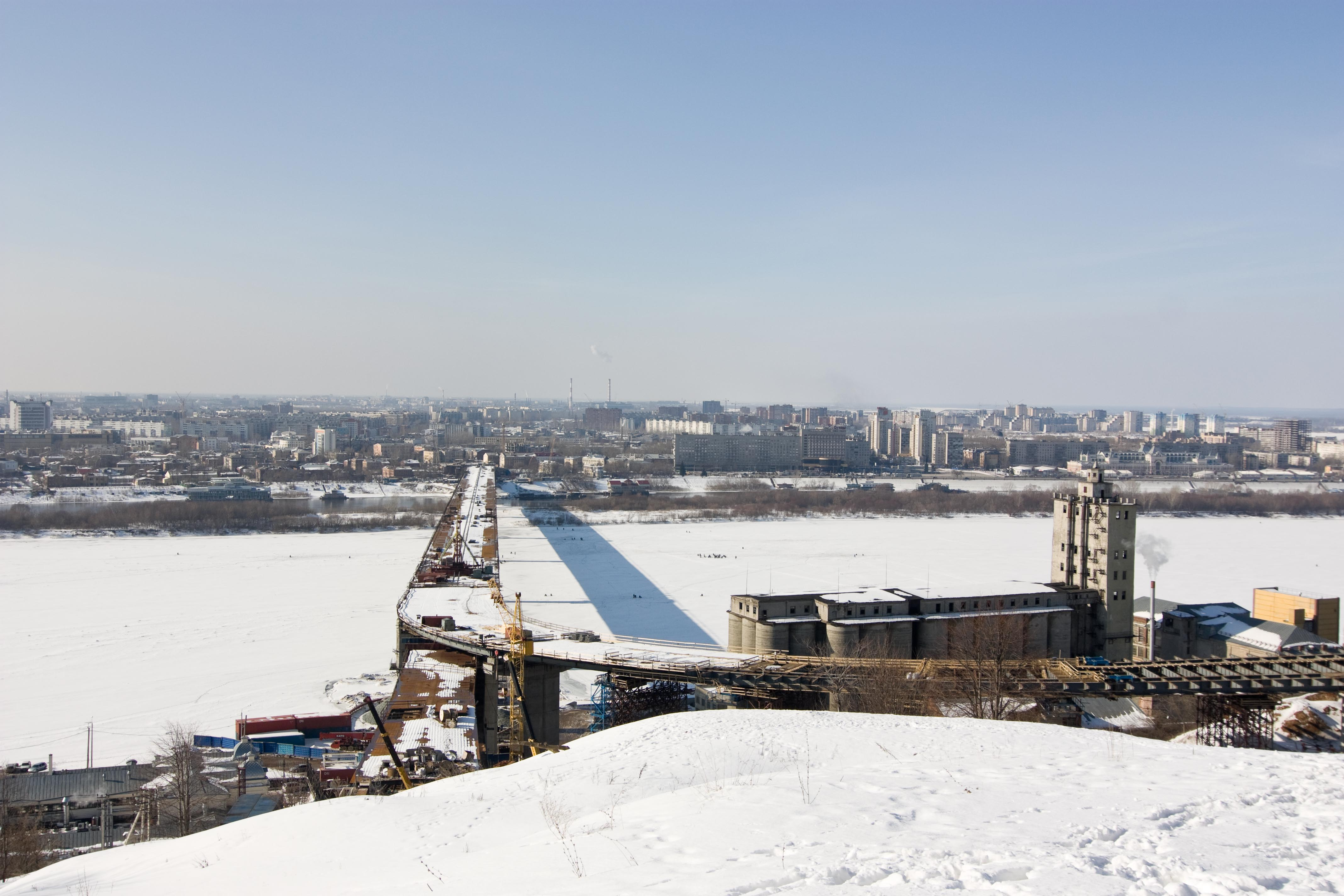
Март 2009
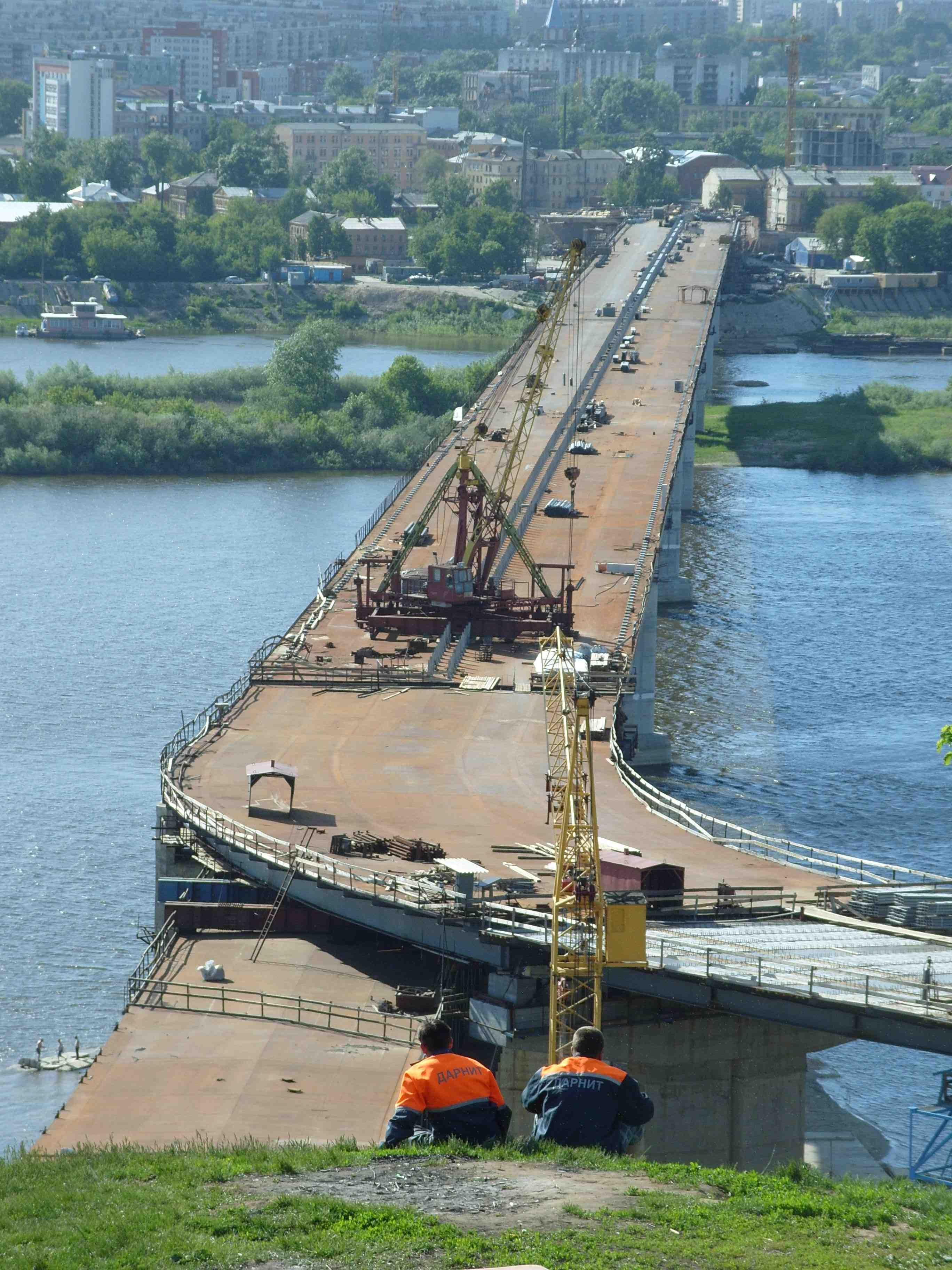
Май 2009

4 ноября 2008 года губернатором Нижегородской области Валерием Шанцевым была закручена последняя гайка в конструкции метромоста; 17 декабря того же года началась проходка тоннеля от метромоста до станции «Горьковская».
Испытания автомобильной части прошли 21 октября 2009 года, общая масса нагрузки составила 700 тонн, датчики на опорах измеряли деформацию балок.
В конце 2010-х годов планировался первый ремонт моста, в рамках которого должно было быть восстановлено антикоррозионное покрытие. Однако уже летом 2012 года мост стали закрывать по ночам для ремонта повреждённого деформационного шва.

## Актуальное состояние
4 ноября 2009 года состоялось торжественное открытие автомобильной части совмещённого перехода. Первый пробный пуск поезда метро произошёл 24 октября 2012 года, открытие станции Горьковская и начало регулярной эксплуатации моста состоялось 4 ноября 2012 года. Пуск метрополитена в нагорную часть позволил увеличить пассажиропоток на 75 % и снизил убыточность Нижегородского метрополитена.

### Автомобильные подходы

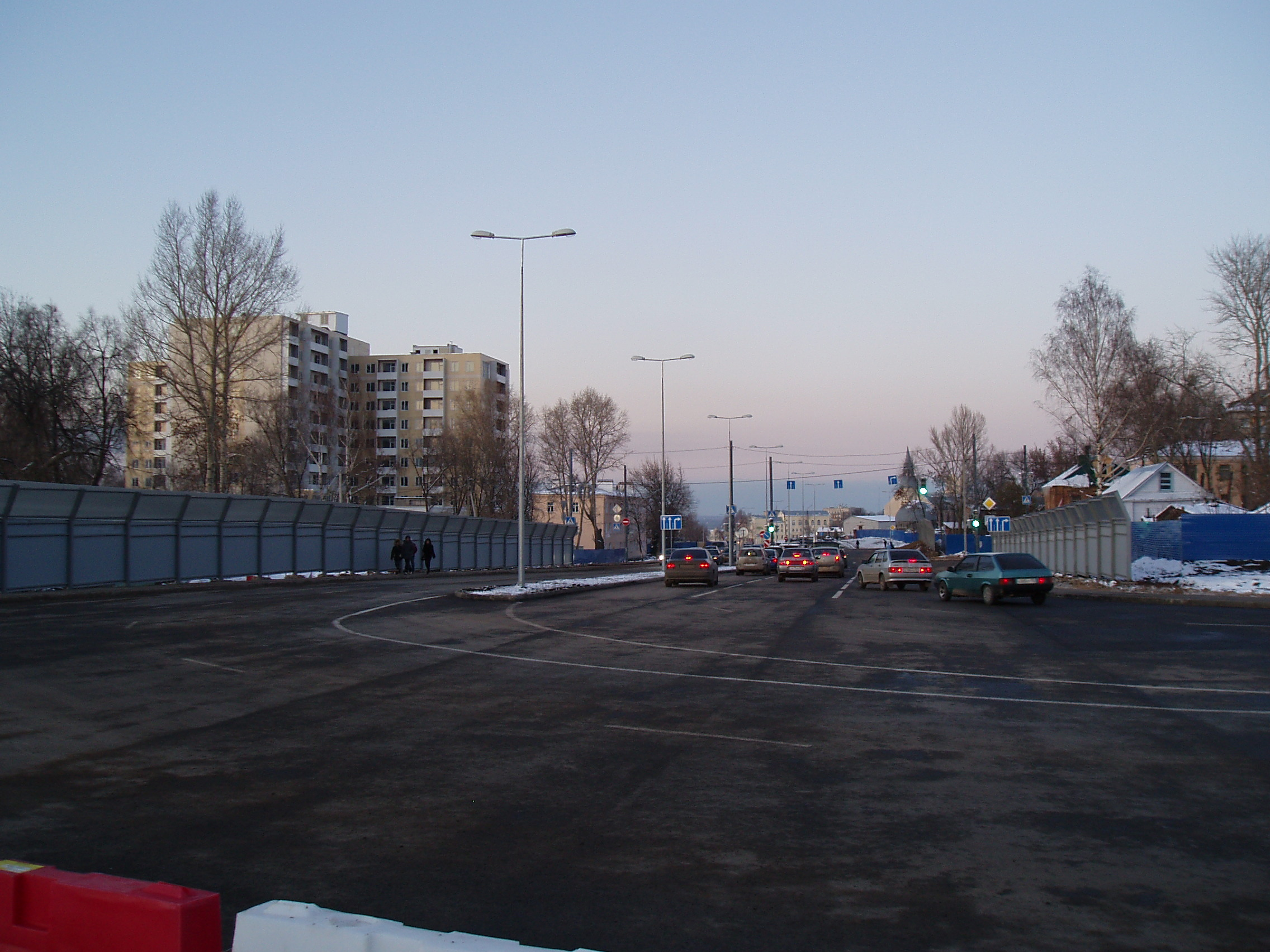
Ул. Одесская

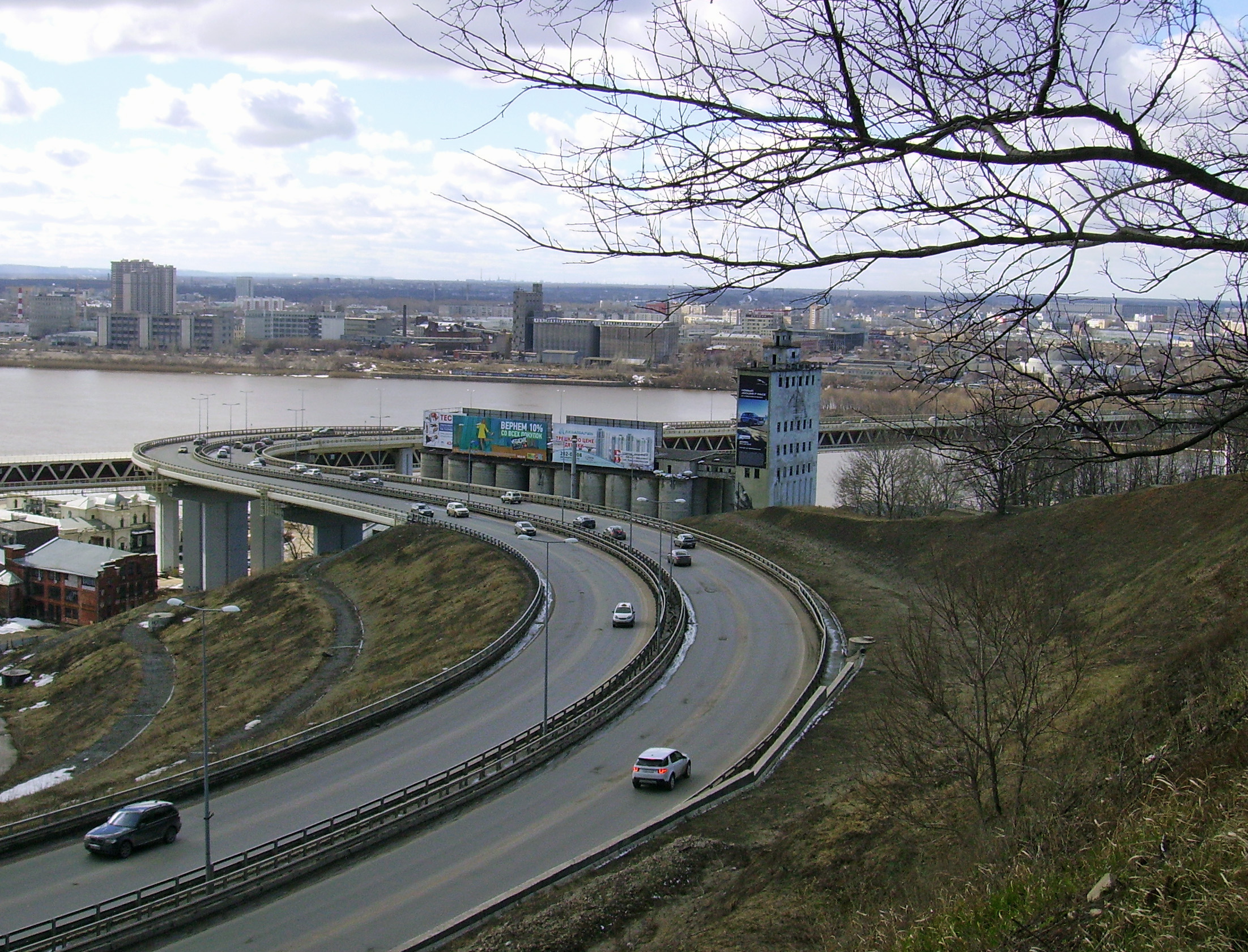
Подход с правого берега

В заречной части города первая очередь обеспечивает выход на ул. Ивана Романова и пл. Революции, во второй очереди — эстакадой через Московский вокзал на Московское шоссе.
В верхней части города первая очередь подходов обеспечивает выезд на улицу Одесскую и Максима Горького. Введена в эксплуатацию одновременно с пуском метромоста (4 ноября 2009).
Через год, 4 ноября 2010 года, введена в эксплуатацию вторая очередь подходов к метромосту, представляющая собой четырёхполосную автодорогу по улицам Одесской, Барминской и Студенческой, с путепроводом через Окский съезд.
Подробные схемы подъезда были опубликованы 22 октября 2009 года — за две недели до открытия метромоста.
За месяц до открытия движения по автодорожным подходам к метромосту происходила засыпка грунта и установка фонарей на эстакаде.
11 октября 2012 года был открыт дублёр улицы Красносельская, по которой от нижегородского метромоста можно напрямую добраться до улицы Белинского.

### Тоннели метро
К 31 августа 2009 года тоннелепроходческий механизированный комплекс «Ловат» доведён до демонтажной камеры. В камере бетонируется ложе для выхода проходческого щита.
17 сентября 2009 года завершена проходка  правого туннеля в нагорной части и начался демонтаж режущей части проходческого щита.
По состоянию на 31 мая 2010 года тоннелепроходческий механизированный комплекс «Ловат» вплотную подошёл к ограждению демонтажной камеры. Для проходки левого перегонного тоннеля длиной более 1300 метров потребовалось менее полугода — в результате левый тоннель удалось пройти почти на месяц быстрее, чем правый. 17 июня проходка левого тоннеля была торжественно завершена, стоимость работ  составила 900 млн рублей.
26 июля 2012 года по мосту проехал первый мотовоз. Вместе с губернатором в технической тележке проехал глава администрации Нижнего Новгорода Олег Кондрашов и генеральный директор МКУ «ГУММиД» Юрий Гаранин. 2 октября 2012 года в первый рейс вышел новый состав метро, закупленный городской администрацией в связи с увеличением протяжённости метрополитена.

## Транспорт
- Автобусы: А-29, А-34, А-36, А-45, А-80, А-92
- Маршрутные такси: т-3, т-34, т-74 (ранее)[26].

## Критика
Из-за сложности строительства и дороговизны расселения сносимых домов автомобильная часть имеет несколько недостатков. В нагорной части подходы к мосту на участке длиною 1,5 км совершают 7 поворотов. Первая авария на одном из поворотов произошла на следующий день после открытия моста.

## Интересные факты
- Открытие моста связало улицы Алёши Пешкова и Максима Горького.
- Заказчиком строительства первоначально выступало ООО «Строймост», возглавляемое Антоном Авериным (позднее, в 2012 году, он был назначен заместителем губернатора Нижегородской области по строительству), а подрядчиком — ООО «Мостоотряд № 1», возглавляемое его отцом Валерием Авериным[28].
- Благодаря строительству моста в Нижегородской области была улучшена ситуация с собираемостью налогов.[7]